# Tasiilaq vandkraftværk
65°37′42″N 37°40′06″V / 65.6282933°N 37.6684702°V
Tasiilaq vandkraftværk blev bygget 2002-2004 af Nukissiorfiit i Østgrønland og forsyner Tasiilaq med strøm fra en 1,2 MW turbine.

## Eksterne links
- Tasiilaq energitjeneste (Webside ikke længere tilgængelig) – Nukissiorfiit
- Paakitsoq og vandkraftens historie i Grønland Arkiveret 4. marts 2016 hos  Wayback Machine – Nukissiorfiit